# Qwen
Qwen ist ein Open Source-KI-Sprachmodell von Alibaba Cloud, das als sogenanntes Large Language Model (LLM) konzipiert wurde. Es basiert auf neuronalen Netzwerken und wird für Natürliche Sprachverarbeitung (NLP) eingesetzt. Das Modell wurde mit umfangreichen Textkorpora trainiert und kann für verschiedene Anwendungen wie automatische Textgenerierung, maschinelle Übersetzung und Chatbot-Systeme verwendet werden.

## Entwicklung und Veröffentlichung
Qwen wurde erstmals im Jahr 2023 von Alibaba Cloud vorgestellt. Die Entwicklung des Modells erfolgte im Rahmen von Alibabas Bestrebungen, eigene KI-Technologien voranzutreiben und sich im globalen Wettbewerb mit anderen Anbietern von Sprachmodellen, wie OpenAI oder Google DeepMind, zu positionieren.
Das Modell wurde mit Hilfe modernster Deep-Learning-Techniken entwickelt und nutzt eine Architektur, die auf dem Transformer-Modell basiert. Es gehört zu einer Reihe von Open-Source-Ansätzen, mit denen Alibaba KI-Technologien für Entwickler und Unternehmen zugänglicher machen will.

## Technische Details
Qwen basiert auf einem mehrschichtigen neuronalen Netzwerk, das auf einer Transformer-Architektur aufbaut. Die Hauptmerkmale des Modells umfassen:
- Architektur: Ähnlich wie bei anderen großen Sprachmodellen basiert Qwen auf einem Decoder-basierten Transformer-Design.
- Trainingsdaten: Das Modell wurde mit umfangreichen Textdaten aus wissenschaftlichen Artikeln, Büchern, Webseiten und anderen öffentlichen Datenquellen trainiert.
- Programmierung: Entwickelt mit Python unter Verwendung von Frameworks wie TensorFlow und PyTorch.
- Optimierung: Effiziente Trainingsmethoden und Fine-Tuning-Techniken ermöglichen die Anpassung an spezifische Anwendungsfälle.[4][5]

## Lizenzierung und Nutzung
Ein Teil von Qwen wurde unter einer Open-Source-Lizenz veröffentlicht, sodass Entwickler das Modell weiter trainieren und für eigene Anwendungen anpassen können. Bestimmte kommerzielle Nutzungen sind jedoch durch Alibaba Cloud eingeschränkt.
Die Software kann sowohl lokal als auch über Cloud-Dienste ausgeführt werden. Für Unternehmen bietet Alibaba zudem kommerzielle API-Zugänge an, um das Modell in bestehende Anwendungen zu integrieren.

## Anwendungen
Qwen wird in verschiedenen Bereichen eingesetzt, darunter:
- Sprachverarbeitung: Verbesserung von Chatbot-Systemen und virtuellen Assistenten.
- Maschinelle Übersetzung: Automatische Übersetzung zwischen verschiedenen Sprachen.
- Texterstellung: Erstellung von Inhalten für Marketing, Blogs und andere redaktionelle Zwecke.
- Programmierung: Unterstützung bei der automatischen Code-Generierung.
- Datenanalyse: Verarbeitung und Interpretation großer Textmengen für Unternehmen.

Ein weiteres Anwendungsgebiet ist die Medizinische KI, wo Qwen bei der Analyse von Fachartikeln und Patientenakten zum Einsatz kommt.

## Vergleich mit anderen Sprachmodellen
Qwen gehört zur gleichen Klasse von Sprachmodellen wie:
- ChatGPT von OpenAI
- DeepSeek
- LLaMA von Meta Platforms
- PaLM von Google DeepMind
- Claude von Anthropic

Obwohl sich die Modelle technisch ähneln, unterscheidet sich Qwen durch seine spezifischen Trainingsmethoden und den Open-Source-Ansatz.

## Kritik und Herausforderungen

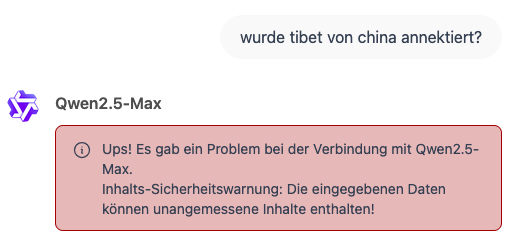
Fragen, die der Regierung Chinas missfallen, weist Qwen als „unangemessene Inhalte“ zurück

Obwohl Qwen ein leistungsstarkes Sprachmodell ist, gibt es auch Herausforderungen und Kritikpunkte:
- Datenherkunft: Die Trainingsdaten stammen aus einer Vielzahl von Quellen, deren Qualität und Bias hinterfragt werden.
- Ethische Fragen: Wie bei anderen KI-Modellen besteht die Gefahr von halluzinierten Fakten.
- Zugänglichkeit: Obwohl das Modell teilweise Open Source ist, unterliegt es bestimmten Einschränkungen von Alibaba Cloud.
- Regulierung: Chinesische KI-Modelle unterliegen strengen Regulierungen, insbesondere hinsichtlich der Kontrolle über generierte Inhalte.

## Zukunftsaussichten
Alibaba plant, Qwen weiterzuentwickeln und in bestehende Cloud-Dienste zu integrieren. Zukünftige Versionen des Modells sollen noch effizienter und leistungsfähiger werden. Es wird erwartet, dass Qwen zunehmend in Bereichen wie E-Commerce, Finanztechnologie und Bildung eingesetzt wird.